# フィリップ・J・デイヴィス
フィリップ・J・デイヴィス（Philip J. Davis、1923年 - 2018年3月13日）は、アメリカ合衆国の数学者。数値解析や近似理論など応用数学分野の研究で知られており、数学史や数学の哲学にも詳しい。ブラウン大学名誉教授。

## 経歴
マサチューセッツ州ローレンスに生まれる。ハーバード大学で数学を学び、1950年にPh.D.（博士号）を取得。指導教官はラルフ・P・ボアズ・ジュニアであった。
第二次世界大戦中に短期間、空軍で空気力学の研究に従事した後、国立標準局（現在のアメリカ国立標準技術研究所）に入局。数値解析チームのリーダーとなり、国立標準局のミルトン・アブラモヴィッツとアイリーン・スティガンが編集し数学研究者の必携書とまで言われた『数学的関数ハンドブック』にも執筆した。1963年、ブラウン大学に移籍。
1963年、ガンマ関数についての論文によって、数学分野の教育的著述に与えられる賞であるショーヴァネット賞を受賞。他にも、アメリカ数学会(MAA)の1991年度ヘンドリック記念講演を担当（『螺旋--テオドロスからカオスへ』はこの講演をもとにしたもの）するなど、数多くの賞を受賞している。招待講演も数多く行っている。
2018年3月13日に死去したことがブラウン大学のホームページにて発表された。95歳没。

## 研究
ルーベン・ハーシュとの共著『数学的経験』The Mathematical Experienceでは、現代数学と数学史・数学の哲学を概説。フィリップ・ラビノウィッツとの共著『数値積分の方法』Methods of Numerical Integrationは長年にわたって求積法に関する基本文献となった。『内挿法と近似法』Interpolation and Approximationは現在でも当該分野の必読書となっている。
デイヴィスは自伝『ある数学者の教育』The Education of a Mathematicianも執筆している。他の著書のいくつかにも自伝的記述がある。さらにフィクションの著作も出版している。数学以外の分野の著作では『脈絡--数学的物語』The Thread: A Mathematical Yarn（1983年、第2版は1989年）が最も有名。これは『サイエンティフィック・アメリカン』編集長ジェラード・ピールによって「文学的形式への脱線を累乗した」と評された。ロシアの数学者パフヌティ・チェビシェフの名前を論じるところから始めつつ、なぜ彼が「粗野でドイツ語じみた、標準と異なる綴り字」（『内挿法と近似法』を読んだ読者がデイヴィスに送ってきた苦情の手紙の文面だという）にこだわるかを説明しながら、愉快な脱線を続けている。

## 主要著作
- 1963年 Interpolation and Approximation.
- 1967年 Numerical Integration (with Philip Rabinowitz).
- 1979年 The Schwarz Function and Circulant Matrices.
- 1981年 The Mathematical Experience (with Reuben Hersh). - 1983年度全米図書賞

柴垣和三雄、清水邦夫、田中裕訳『数学的経験』森北出版、1986年
- 1983年 The Thread: a Mathematical Yarn
- 1986年 Descartes' Dream (with Reuben Hersh).

椋田直子訳『デカルトの夢』アスキー、1988年
- 1987年 No Way: The Nature of the Impossible with David Park).
- 1988年 Thomas Gray: Philosopher Cat.

深町眞理子訳『ケンブリッジの哲学する猫』社会思想社、1992年
- 1995年 Thomas Gray in Copenhagen.
- 1996年 Mathematical Encounters of the Second Kind.
- 2000年 The Education of a Mathematician.
- 2006年 Mathematics and Common Sense:  A Case of Creative Tension.